# تشارلز هنتر
تشارلز هنتر (18 أبريل 1867 - 2 أبريل 1955) (بالإنجليزية: Charles Hunter)‏ هو لاعب كريكت بريطاني.

## وصلات خارجية
- تشارلز هنتر على موقع إي آس بي آن كريك إنفو (الإنجليزية)